# Такасимадайра (станция)

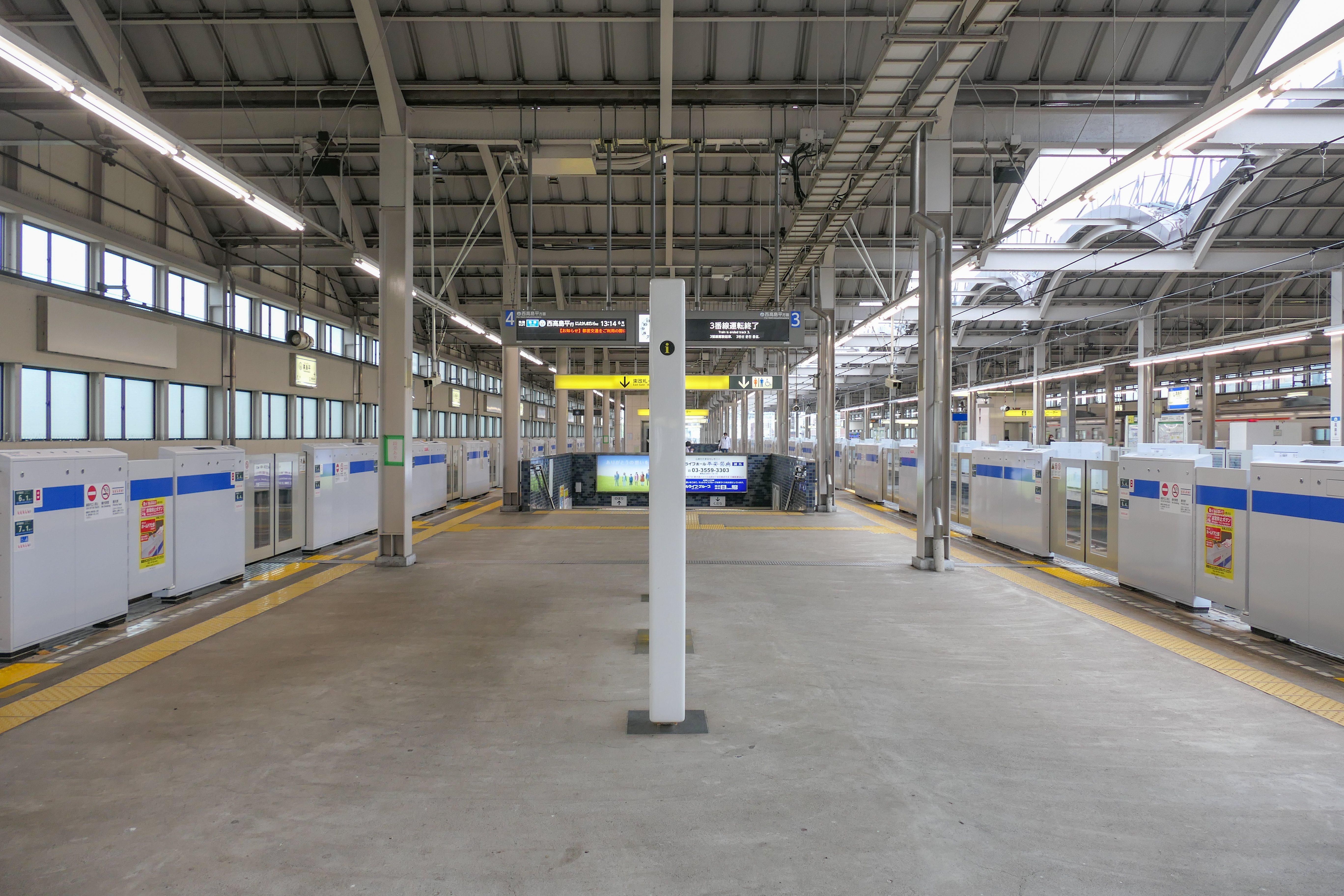
Станционные платформы №3 и №4

Станция Такасимадайра (яп. 高島平駅 такасимадайра эки) — железнодорожная станция на линии Мита расположенная в специальном районе Итабаси, Токио. Станция обозначена номером I-25. Станция является конечной для некоторых составов. На станции установлены автоматические платформенные ворота.

## Планировка станции
Две платформы островного типа и 4 пути.
| 1 | ○ Линия Мита | Сугамо, Отэмати, Мэгуро, Хиёси |
| 2 | ○ Линия Мита | Сугамо, Отэмати, Мэгуро, Хиёси |
| 3 | ○ Линия Мита | Ниси-Такасимадайра             |
| 4 | ○ Линия Мита | Ниси-Такасимадайра             |

## Близлежащие станции
| «       |  | Линия      |  | »                 |
| ------- |  | ---------- |  | ----------------- |
| Нисидай |  | Линия Мита |  | Син-Такасимадайра |